# Caprile (Alleghe)
Caprile (Ciaurì in ladino) è una frazione di Alleghe, in provincia di Belluno.

## Geografia e trasporti
Si trova all'estremità settentrionale del territorio comunale, in continuità con la frazione Saviner di Laste di Rocca Pietore. È composta da una serie di nuclei minori: Sot Crepaz, Sac, Pian de Sala, Bestenart e Caprile stessa.
Il centro sorge all'imboccatura delle valli Pettorina e Fiorentina, quindi alla confluenza degli omonimi torrenti nel Cordevole. È dunque un punto cruciale per quanto riguarda i collegamenti stradali, con la confluenza della Strada statale 641 del Passo Fedaia nella ex Strada statale 203 "Agordina".

## Storia

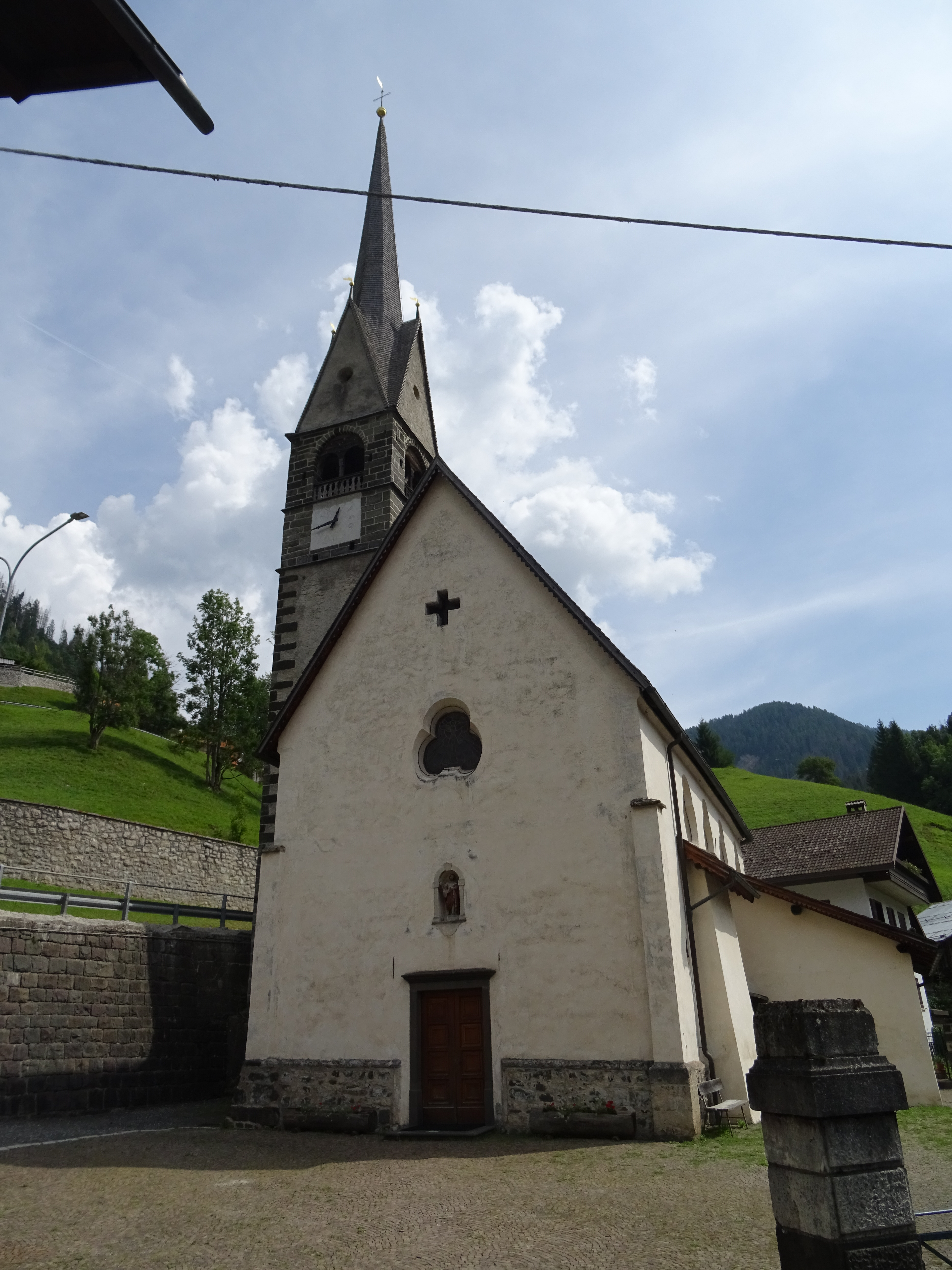
La chiesa di San Bartolomeo

Caprile fu a lungo autonoma da Alleghe, costituendo un comune a sé stante. Le parti più antiche degli statuti della comunità, che ci sono pervenuti, risalirebbero al XII-XIII secolo. Una copia cinquecentesca dello statuto, o meglio del laudo, della Comunità di Caprile è stato recentemente ritrovato presso la British Library di Londra. Nel 1807, sotto Napoleone, cessò l'autogoverno del centro, che divenne frazione di Alleghe.
La vocazione turistica di Caprile inizia nell'Ottocento con l'apertura degli alberghi Alle Marmolade e Alle Alpi.
Si dice che Giosuè Carducci soggiornò a Caprile nell’estate del 1886 per un periodo di riposo da trascorrere in montagna e dove ebbe modo di percorrere i più bei sentieri che contornano l’abitato.

## Monumenti e luoghi d'interesse
La parrocchiale, intitolata a San Bartolomeo, fu edificata nel 1181 e ricostruita nel XV secolo. Tra le opere ivi conservate, alcuni dipinti di Karl Henrici (1737-1823) e l'organo del 1660.